# Monetyzacja strony
Monetyzacja strony – proces polegający na przekształcaniu ruchu internetowego kierowanego do konkretnej witryny w dochód. Powszechne sposoby zarabiania na stronie WWW to zastosowanie modelu reklamy za kliknięcia (z ang. pay per click – PPC) oraz wyświetlenia (z ang. cost per mille – CPM).
Wydawcy internetowi zamieszczają na swoich stronach kody emisyjne pochodzące z adserverów lub z systemów SSP (supply side platform), dzięki czemu mogą sprzedawać swoją powierzchnię reklamodawcom bezpośrednio lub w modelu programmatic. Wydawcy często korzystają z usług firm zajmujących się maksymalizacją przychodów wydawców (yield optimizers), które mają dostęp do większej liczby kampanii bezpośrednich, a także potrafią podłączyć do strony wydawcy więcej systemów SSP, a tym samym mimo pobieranej marży oferują większy zysk dla wydawcy. Do grona yield optimizers zalicza się m.in. Yieldbird, MonetizeMore czy YieldRiser.
Dwa najważniejsze wskaźniki, jakie brane są pod uwagę przez wydawców internetowych, którzy chcą zarabiać na swojej stronie, to średni eCPM, czyli stawka za 1000 wyświetlonych reklam oraz procent wzpenienia (tzw. fill rate) wyrażany poprzez stosunek ilości sprzedanych wyświetleń reklam do wszystkich możliwych do sprzedania w wybranym przedziale czasu (zwykle miesiąc).

## Model rozliczenia CPM
CPM (z łaciny cost per mille) określany także jako CPT (z ang. cost per thousand) to koszt wyświetlenia tysiąca reklam.

## Model rozliczenia CPC
CPC / PPC (z ang. pay per click) – reklamodawca płaci za kliknięcie w reklamę. Dla wydawcy ważny jest także wskaźnik CTR osiągany przez reklamę. CTR to stosunek liczby kliknięć do liczby wyświetlonych reklam. Im CTR wyższy tym wydawca musi wyświetlić mniej odsłon, żeby uzyskać jedno kliknięcie.
Dla Wydawcy podstawową walutą rozliczeniową są odsłony reklamowe, aby przeliczyć model rozliczania CPC na CPM, stosuje się wzór: CPM = CPC*CTR/1000.

## Reklama graficzna/banerowa (display advertisement)
Polega na umieszczeniu graficznego bannera na stronie internetowej. Zadaniem reklamy jest przyciągnięcie uwagi oraz zachęcenie do kliknięcia w reklamę.
Na początku ten rodzaj reklamy odnosił się do banerów o wymiarach 468 × 60 pikseli. Obecnie termin ten jest szeroko stosowany w odniesieniu do wszystkich rozmiarów reklamy graficznej w Internecie.

### Typy reklam banerowych
Reklamy banerowe mają kształty prostokątów o różnych rozmiarach. Rozmiary podawane są w pikselach (szer x wys).
Typowe rozmiary to:
- Leaderboard 728 × 90
- Banner 468 × 60
- Skyscraper 120 × 600
- Rectangle 300 × 250
- Skyscraper 160 × 600